# Rapaluoto (ö i Södra Savolax, Nyslott, lat 61,86, long 28,90)
Rapaluoto är en ö i Finland.   Den ligger i sjön Pihlajavesi och i kommunen Nyslott i den ekonomiska regionen  Nyslotts ekonomiska region  och landskapet Södra Savolax, i den sydöstra delen av landet, 280 km nordost om huvudstaden Helsingfors.